# Шютце, Христиан Генрих
Христиан Генрих Шютце (нем. Christian Heinrich Schütze; 15 февраля 1760, Альтона, Гамбург — 23 июля 1820, Гольштейн) — германский богослов и религиозный писатель.

## Биография
Его жизнь была небогата событиями. Родился в семье профессора Готтфрида Шютце, в 1785 году получил богословское образование, после чего служил пастором в Круммендайке, в 1787 году был переведён в Баркау, а затем в Гольштейн, где служил до конца жизни. Свои первые богословские работы, «Shakspeares Geist» (1780) и «Gedichte» (1781), написал ещё студентом. Как богослов был приверженцем рационализма и являлся одним из главных противников пастора Хармса, написав несколько работ с критикой взглядов последнего.
Основные работы: «Die Versuchung. Ein Empörungsversuch jüdischer Priester» (1793); «Kritik der Hypothese einer innern Versuchung im Verstandsvermögen Jesu» (1796); «Kritik der Vernunftgründe wider die Schrecken des Todes» (1795); «Lebensbetrachtung bei dem Gedanken an den Uebertritt in die Ewigkeit» (1797); «Kritik d. mythologischen Beruhigungsgründe» (1799).